# Джомаа, Мехди
Мехди Джомаа (араб. مهدي جمعة‎; род. 21 марта 1962, Махдия, Тунис) — тунисский политик, премьер-министр Туниса с 16 декабря 2013 по 5 февраля 2015 года.

## Биография
Мехди Джомаа родился 21 марта 1962 года в курортном городе Махдия.
После победы Второй Жасминовой революции он был избран в парламент страны. В правительстве своего предшественника Али Лараеда Джомаа занимал с марта 2013 года пост министра промышленности.
Весь 2013 год Тунис лихорадило, оппозиция требовала новых реформ. С осени в столице страны шёл «национальный диалог» между властью и оппозицией. На 2014 год были перенесены парламентские выборы. Премьер-министр Али Лараед обещал уйти в отставку сразу как будет согласовано имя премьера.
14 декабря имя нового премьера стало известно и президент страны Монсеф Марзуки на следующий день утвердил Мехди Джомаа премьер-министром страны. С 16 декабря Мехди Джомаа приступил к исполнению новых обязанностей и начал формировать правительство. Правительство было утверждено 9 января 2014 года. Просуществовало это правительство чуть более года.